# IC 712
IC 712 ist eine elliptische Galaxie vom Hubble-Typ E4 im Sternbild Großer Bär am Nordsternhimmel. Sie ist schätzungsweise 449 Millionen Lichtjahre von der Milchstraße entfernt und hat einen Durchmesser von etwa 150.000 Lichtjahren.

Im selben Himmelsareal befinden sich die Galaxien IC 708, IC 709, IC 711.
Das Objekt wurde am 11. Mai 1890 vom US-amerikanischen Astronomen Lewis Swift entdeckt.